# Hypselaster jukesii
Hypselaster jukesii is een zee-egel uit de familie Schizasteridae.
De wetenschappelijke naam van de soort werd in 1855 gepubliceerd door John Edward Gray.